# Horst Oskar Siffrin

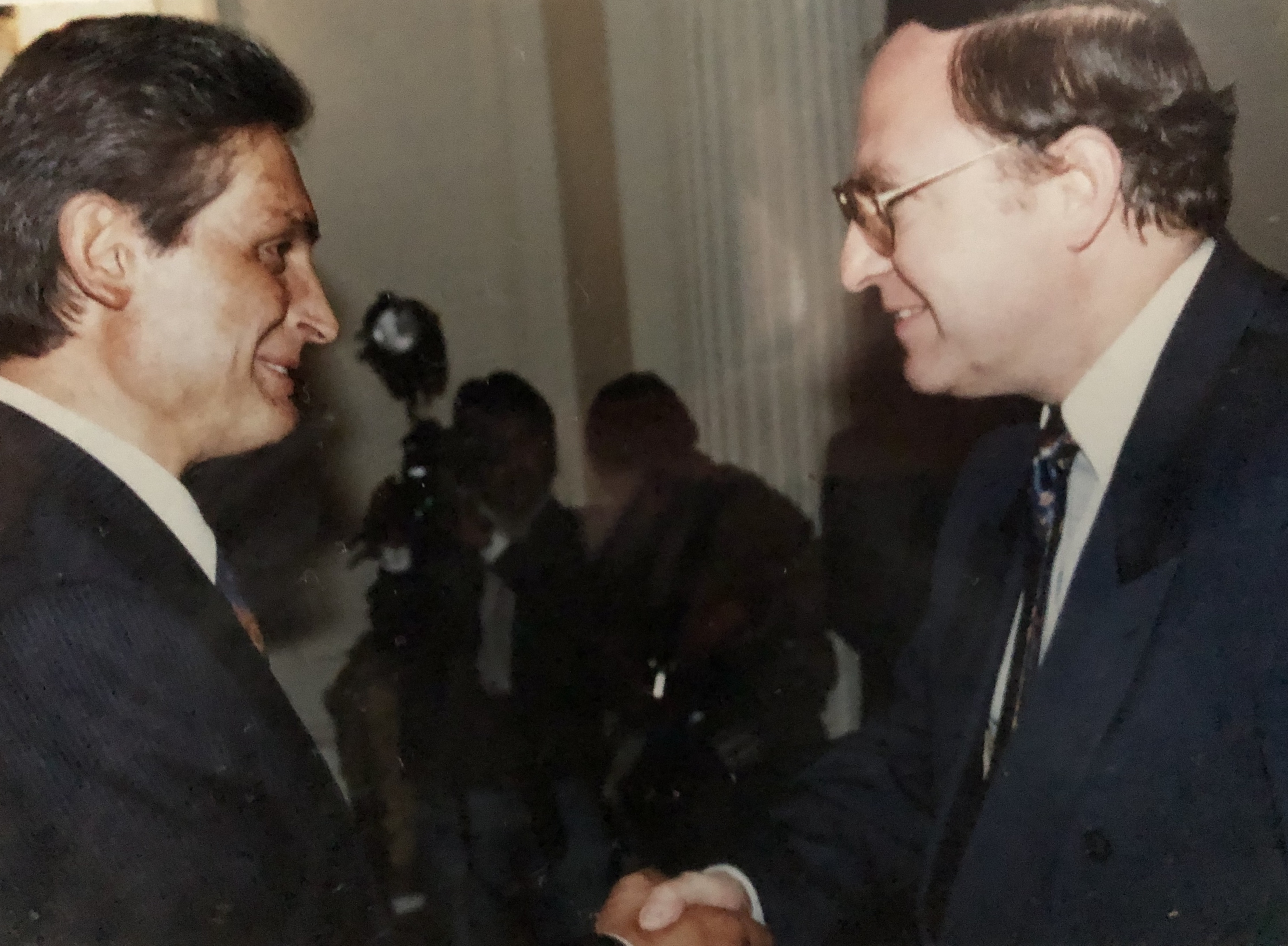
Jaime Paz Zamora (links) mit Horst Siffrin (1992)

Horst Oskar Siffrin (* 5. Oktober 1947 in Saarbrücken) ist ein ehemaliger deutscher Diplomat.

## Leben
Horst Oskar Siffrin stammt aus einer saarländischen Kaufmannsfamilie. Sein Urgroßvater, Heinrich Siffrin, gründete 1872 in unmittelbarer Nähe von Einrichtungen für Bergarbeiter und des späteren Vereinsgebäudes „Rechtsschutzsaal“ die Colonialwarenhandlung Siffrin, die sein Großvater, Robert Siffrin, und sein Vater, Peter Siffrin, fortführten. Horst Oskar Siffrin studierte von 1966 bis 1970 Jura und Wirtschaftswissenschaften an der Universität des Saarlandes. Er schloss das Studium mit einem BWL-Diplom ab. 1970 war er zunächst als Hilfsassistent am Lehrstuhl von Günter Wöhe und danach bis 1979 selbständig tätig. Er wohnte bis zum Eintritt in den Auswärtigen Dienst im Jahre 1980 in Friedrichsthal (Saar).
Nach Abschluss der Laufbahnprüfung für den Höheren Auswärtigen Dienst war er zunächst von 1982 bis 1983 im Auswärtigen Amt in Bonn tätig. Nach Verwendung an der Deutschen Botschaft in Addis Abeba zwischen 1983 und 1986 – zunächst als Attaché für Wirtschaft und wirtschaftliche Zusammenarbeit und danach als Konsul sowie Kultur- und Presseattaché – war er von 1986 bis 1989 Kulturattaché an der Deutschen Botschaft Lagos. Nachdem er von 1989 bis 1992 wieder Referent in der Zentrale des Auswärtigen Amtes war, folgte anschließend eine Verwendung als Geschäftsträger an der Deutschen Botschaft La Paz im Rahmen einer Abordnung und danach bis 1995 eine Verwendung als Ständiger Vertreter des Botschafters in Bolivien bzw. als Geschäftsträger (Chargé d’Affaires a. i.); Schwerpunkt der Tätigkeit war die Vertiefung der deutsch-bolivianischen Zusammenarbeit im Bereich Wirtschaft und Entwicklung. Den Flugzeugabsturz nach der Einweihung eines Unternehmens von Max Fernandez am 25. November 1995 konnte er vermeiden, da er dem Rat eines Teilnehmers folgte, der vor gefährlichen Scherwinden warnte und Rückfahrt von Veranstaltung und dem späteren Unfallort nach La Paz mit dessen Dienstwagen anbot. Nach einer weiteren Verwendung in der Zentrale leitete er von 1998 bis 2001 als Regierungsdirektor in der Bundesakademie für Sicherheitspolitik den Bereich Außenpolitik. Von 2001 bis 2005 war Siffrin Leiter der Wirtschaftsabteilung am Generalkonsulat Breslau und nach der Pensionierung von Generalkonsul Peter Ohr amtierender Generalkonsul in Breslau. Anschließend übernahm er 2005 die Leitung einer Arbeitseinheit in der Wirtschaftsabteilung des Auswärtigen Amtes in Berlin, ehe er von Mitte 2006 bis September 2009 als Leiter des Wirtschaftsdienstes der Deutschen Botschaft Madrid akkreditiert war.
Nach einem Sabbatical bis Ende 2010 übernahm Siffrin den Vorsitz des Aufsichtsrats der KeyDrive S.A. mit Sitz in Luxemburg, die 2018 im Rahmen eines „reverse takeover“ mit der an der Londoner Börse notierten CentralNic Group vereinigt wurde. Er ist geschäftsführender Gesellschafter der Familienholding inter.services GmbH sowie der AstraPharma in Friedrichsthal und Berlin sowie Inhaber der H.O.Siffrin Consulting in Berlin.
Seit Juni 2021 ist er „non executive director“ (Mitglied des Vorstandes) der Team Internet Group plc (ehem. CentralNic plc); er ist damit Nachfolger von Alexander Siffrin, der zuvor auch im CentralNic-Management als COO tätig war.
Horst Oskar Siffrin ist Gründungsmitglied und Mitglied des Vorstandes des gemeinnützigen Vereins PerspektiveAfrika; daneben ist er Mitglied der Deutschen Gesellschaft für Auswärtige Politik. Er hat drei Kinder.